# Berenguer III d'Entença

Escut d'armes de la casa d'Entença

Berenguer III d'Entença (?-1208), Senyor d'Entença i de Calataiud (1182-85), Saragossa, Borja (Aragó), Aïnsa, Zuera, Alfajarín, Fuentes, Terol, entre altres (1187-1204). Era fill de Berenguer II d'Entença, personatge obscur, i germà de Bernat d'Entença, senyor d'Alcolea de Cinca.
Berenguer fou un dels testimonis del tractat de Cazola l'any 1179. El 1201 Berenguer III formà part de la comissió encarregada de solucionar les diferències entre Pere el Catòlic i la seva mare, Sança de Castella i de Polònia. El 1202 el rei Pere I li atorgà Manzanera per a repoblar el lloc.
Berenguer III morí durant una batalla contra els sarraïns.
Berenguer i el seu germà Bernat foren origen de les dues grans línies de la nissaga dels Entença. Hom sap que tingué un fill, Bernat I d'Entença.